# Blue Hour (album)
Blue Hour è il quarto album in studio dei Real Friends, pubblicato l'11 ottobre 2024.

## Tracce
1. I Was a Deer in Your Headlights – 3:29
2. Our Love Was Like a Sad Song – 2:40
3. Cold Blooded – 3:21
4. A Place I Don't Think Exists – 2:33
5. Waiting Room – 3:14
6. Asymmetry – 2:05
7. Radiant – 3:04
8. This Year Is Out to Get Me – 3:26
9. Never Has Become Always – 2:00
10. Orange & Red – 2:21
11. When You Were Here – 2:53
12. 10th Floor – 3:15
13. I Know How This Ends – 2:57

Durata totale: 37:18

## Formazione
- Cody Muraro – voce
- Dave Knox – chitarra
- Eric Haines – chitarra
- Kyle Fasel – basso
- Brian Blake – batteria, percussioni